# Michael Brake
Michael Brake (Auckland, 22 de outubro de 1994) é um remador neozelandês, campeão olímpico.

## Carreira
Brake conquistou a medalha de ouro nos Jogos Olímpicos de Verão de 2020 em Tóquio com a equipe da Nova Zelândia no oito com masculino, ao lado de Tom Mackintosh, Hamish Bond, Tom Murray, Dan Williamson, Phillip Wilson, Shaun Kirkham, Matt Macdonald e Sam Bosworth, com o tempo de 5:24.64.